# 阿尔泰鼩鼱
阿尔泰鼩鼱（学名：Sorex roboratus）为鼩鼱科鼩鼱属的动物。在中国大陆，分布于黑龙江等地。该物种的模式产地在西伯利亚阿尔泰山。